# Luisenpark

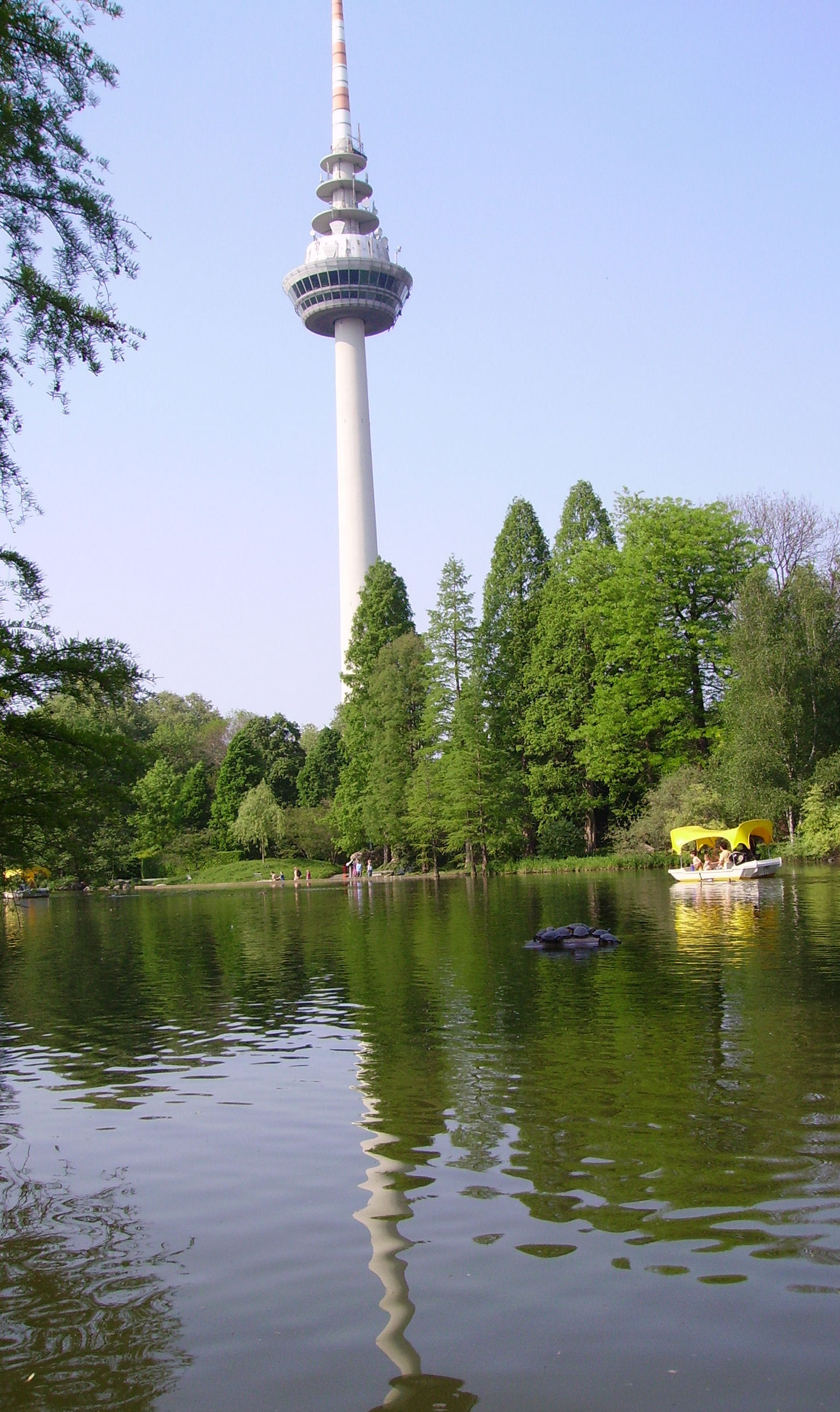
Torre de telecomunicaciones y Kutzerweiher.

El Luisenpark es un parque municipal en Mannheim, Alemania. Tiene de 41 hectáreas de extensión, y entre sus atracciones se incluyen un invernadero, barcos de paseo en el lago "gondoletta" y una serie de atracciones para los niños. Junto con el Herzogenriedpark de 33 hectáreas; en la otra orilla del río Neckar, están administrados por la sociedad sin ánimo de lucro "Stadtpark Mannheim gGmbH". Ambos parques se encuentran abiertos diariamente; se cobra una tarifa de entrada.49°28′57.69″N 8°29′50.63″E / 49.4826917, 8.4973972

## Historia
El Luisenpark fue construido entre 1892 y 1903, y tiene su base en una herencia del Profesor Dr. Carl William Casimir Fox, un científico que legó 20.000 Marcos alemanes de su fortuna a la ciudad Mannheim para la creación de un nuevo parque. Esta cantidad no era suficiente para el financiamiento total, pero constituyó un comienzo básico. La construcción que comenzó en 1892 fue realizada por los hermanos Siesmayer de la ciudad de Fráncfort, según los planos del paisajista y diseñador de jardines y Heinrich Siesmayer (1817–1900).
Las condiciones para la subida del Luisenparks a importancia de rango supraregional fue la resolución del Mannheimer del consejo local del 18 de noviembre de 1969 de lograr el Bundesgartenschau 1975 para desarrollar el Luisenpark así como el Herzogenriedpark. En aquel momento el parque fue extendido a un tamaño de 41 hectáreas por la inclusión de los terrenos de un antiguo hipódromo. 
Las ventas de 186.000 bonos de temporada, que incluso no fue alcanzada por todas las demostraciones hortícolas federales, el número de 8.1 millones de visitantes, y el retiro de la cerca de Luisenpark, convencieron al Ayuntamiento de administrar el Luisenpark como parque de la ciudad con una tarifa de entrada. Sin embargo, el 21 de octubre de 1975, la decisión para un Luisenpark cerrado con una tarifa de entrada bajó su cuota de acuerdo. Fue acordado entonces como alternativa, el tenerlo dos años probatorios (Probejahre) de entrada libre, pero los 38.000 mapas vendidos anualmente demostraron ser una base convincente para mantener la entrada libre al parque.

## Nombre
El Luisenpark se nombra de este modo en honor de la princesa Luise Marie Elizabeth de Prusia, un familiar cercano de tres Emperadores de Alemania: Guillermo I era su padre, Frederick III era su hermano y Guillermo II era su sobrino. 
El 26 de septiembre de 1856, cuando Luise tenía dieciocho años de edad, se casó con el príncipe Regente, más adelante "Gran duque" de Baden, Frederick I de Baden. Luise realizó un trabajo pionero crucial para el « Wohlfahrtspflege » en Baden. Con la edad de ochenta años, junto con su hija, la reina Victoria de Suecia, tuvo que huir a través de una ventana de los soldados que invadían e intentaban tomar el castillo en Karlsruhe.

## Atracciones

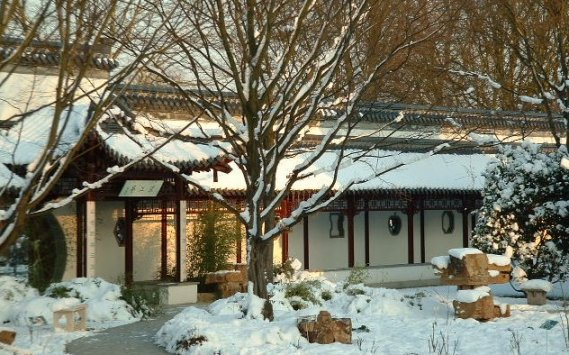
Casa de té china.

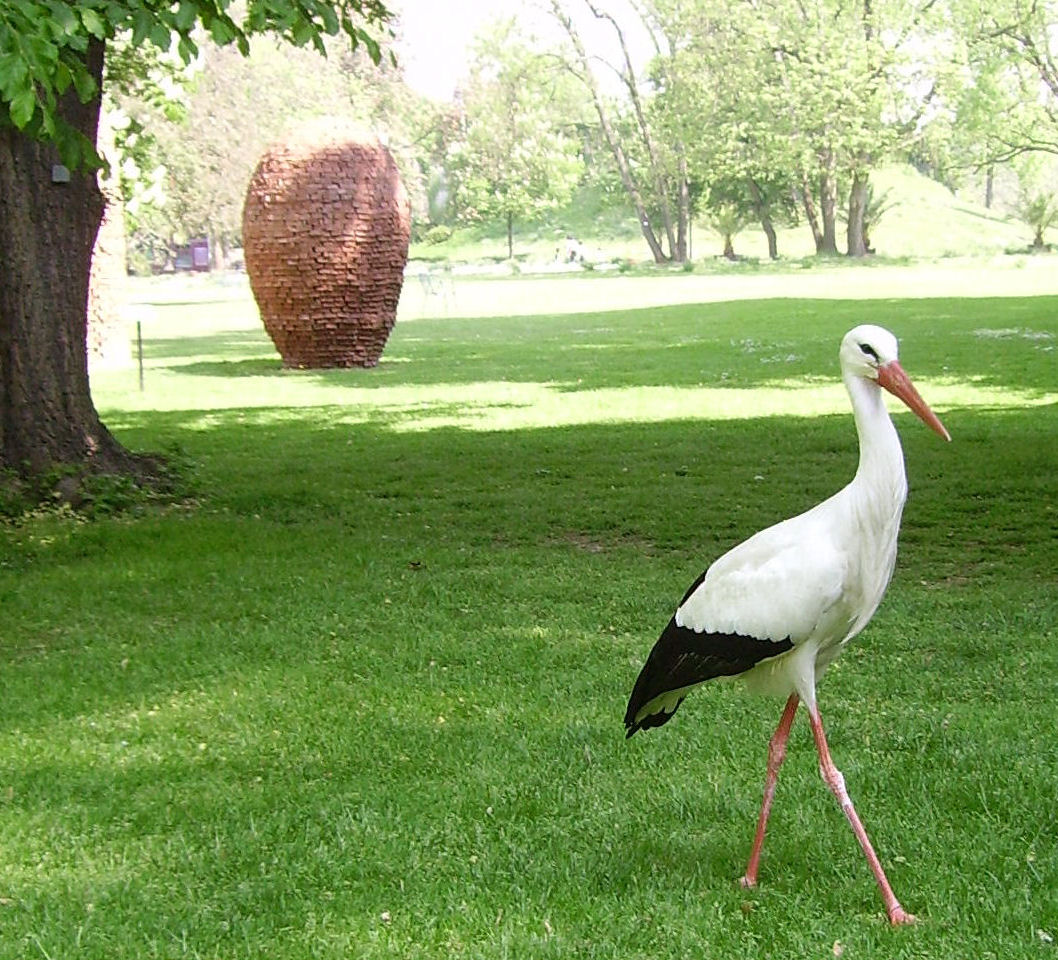
Una cigüeña blanca en el parque.

El parque alberga una serie de atracciones y jardines, incluyendo un jardín chino, rosaleda, arboreto, e invernaderos para exhibiciones y de una colección de helechos arborescentes. 
- El Kutzerweiher (40,000 m²), un lago alargado con forma de canal lateral junto al viejo río Neckar. Gondolettas, barcos arrastrados por cables bajo el agua, siguen un trayecto de 1,840 metros longitud en circuito alrededor del lago.

- Un auditorio al aire libre de aproximadamente 1000 asientos que ha ofrecido desde el 2006 un lugar para realizar conciertos, óperas, actuaciones musicales y obras teatrales.

- El jardín chino  (5,000 m²), 多景园 Duojingyuan = jardín de las muchas opiniones, y su casa de té fueron construidas en cooperación con la ciudad china Zhenjiang (provincia de  Jiangsu), hermanada con Mannheim, la asociación caritativa Klaus Tschira en Heidelberg, y el Instituto del Este de Asia (Ostasieninstitut) en Ludwigshafen. La donación de 1,77 millones de Deutsche Mark (DM) procedentes del estado a través del Diploma-Kaufmann George, suministraron los fondos necesarios para el jardín y la casa de té.

- La Pflanzenschauhaus (2,700 m²), un invernadero y jardín de exhibiciones, se ubica en el sitio de la Palmenhaus (casa de la palmera) que fue destruida en la Segunda Guerra Mundial. Alberga una casa de las mariposas, exhibiciones de aves, además de acuarios de agua salada y fresca.

- La torre que domina sobre Luisenpark es una torre de  telecomunicaciones (Fernmeldeturm) de 205 metros de altura con un restaurante giratorio a 125 metros sobre el nivel del suelo.

- El Spielwiese (2,700 m²), un gran terreno de esparcimiento y pradera para actividades de ocio, que se ubica en los terrenos del antiguo hipódromo, borduras de plantas en una granja recreada con animales domésticos en cercados, y una casa china de té.